# Les Dragons de Sa Majesté
Les Dragons de Sa Majesté (titre original : His Majesty's Dragon) est un roman écrit par Naomi Novik, publié en 2006 puis traduit en français en 2007. Il est le premier tome de la série de romans de fantasy Téméraire. Il a été nommé pour le prix Hugo 2007. Ce livre, ainsi que les deux suivants dans la série Téméraire, Le Trône de jade et Par les chemins de la soie, parus également en 2006, ont obtenu ensemble le prix Locus du meilleur premier roman.
À l'époque des guerres napoléoniennes, un Anglais, Will Laurence, s'empare d'un bateau de l'armée française à bord duquel il découvre un œuf de dragon non éclos offert à Napoléon par l'Empereur de Chine. Lorsque l'œuf éclot, Laurence se voit obligé d'abandonner sa carrière navale pour devenir le capitaine du dragon qu'il nommera Téméraire.

## Résumé
Le Reliant, navire britannique sous les ordres du capitaine Will Laurence, capture une frégate française, l'Amitié. Le premier lieutenant, Gibbs, trouve une caisse dans la cale du navire. Quand les marins parviennent à l'ouvrir, une étrange coquille en émerge. M. Pollit, le chirurgien de bord, l'identifie bel et bien comme un œuf de dragon.
L'œuf risque d'éclore à tout moment et les marins n'ont en aucun cas eu une formation d'aviateur. Mais Laurence se voit obliger de faire un tirage au sort pour déterminer qui sera le pilote de l'animal. Le sélectionné est le jeune Jonathan Carver, mais ce dernier ayant des problèmes de vertiges, ne pourrait pas être à la hauteur, selon Laurence. Le jour de l'éclosion, le dragon demande à Laurence s'il peut lui donner un nom, chose qui compromet son avenir dans la Navy et le ferait devenir aviateur. Décontenancé, Laurence le nomme Téméraire, faisant référence à un navire.
Quand Laurence et Téméraire, s'étant liés d'amitié, débarquent sur la terre ferme, ils rencontrent Sir Edward Howe, un expert en matière de dragons. Ce dernier leur apprend que Téméraire est un Impérial, une espèce chinoise rare, inexistante en Europe. Téméraire rencontra aussi un dragon, Volatilus et son capitaine James.
Téméraire et Laurence sont envoyés à Loch Laggan, l'une des bases secrètes des Aerials Corps. Téméraire doit y suivre un entraînement avec Maximus, un Regal Copper. Téméraire et son capitaine rencontreront Levitas, un Winchester avec lequel ils s'entendront particulièrement bien. Laurence s'en occupera car le pauvre dragon est délaissé par son maître. Après un rude entraînement, Téméraire et Maximus sont affectés à la formation de Lily, une jeune Longwing piloté par Catherine Harcourt, une jeune femme à peine sortie de l'adolescence. Pendant cette période, Laurence va également commencer une relation amoureuse avec Jane Roland, autre capitaine d'une Longwing et mère d'Emily Roland, l'un(e) des cadets servant sur Téméraire.
Mais bientôt, une bataille commence, nommée aussi la bataille de Douvres. Tous les dragons assez proches sont envoyés au combat, même les dragons courriers. Ils doivent faire face à une nouvelle tentative de passage de Napoléon : cette fois, des transports aériens ont été aménagés et des dragons les portent dans les airs, de façon à être protégés des navires britanniques. C'est lors de cette bataille qu'une capacité inconnue de Téméraire apparait: il utilise le "vent divin" pour la première fois. Cette onde sonore parvient à fracasser un des transports aériens français. Mais les combats deviennent plus durs et certains transports réussissent à traverser la zone de combat, se poser sur les falaises et ainsi commencer le combat à terre. Mais heureusement, finalement, la bataille est gagnée, en grande partie grâce à Téméraire et à sa puissance.
Une fête est donnée en leur honneur et Laurence revoit Sir Edward Howe qui lui avoue s'être trompé sur la race de Téméraire. En effet, ce dernier n'est pas un Impérial mais un Céleste, la race la plus rare au monde et la meilleure, car la seule à posséder le vent divin.

## Adaptation à l'écran
Une rumeur court que Peter Jackson aurait réservé le rachat des droits pour en faire un film, ce qui n'est pas encore démenti par l'intéressé.

## Éditions
- His Majesty's Dragon, Del Rey Books, 28 mars 2006, 353 p.  (ISBN 978-0345481283)
- Les Dragons de Sa Majesté, Le Pré aux Clercs, coll. « Fantasy », 6 avril 2007, trad. Guillaume Fournier, 358 p.  (ISBN 978-2842282936)
- Les Dragons de Sa Majesté, Pocket, coll. « Pocket Science-fiction » no 5977, 10 septembre 2009, trad. Guillaume Fournier, 435 p.  (ISBN 978-2266183062)